# Derek Nimmo

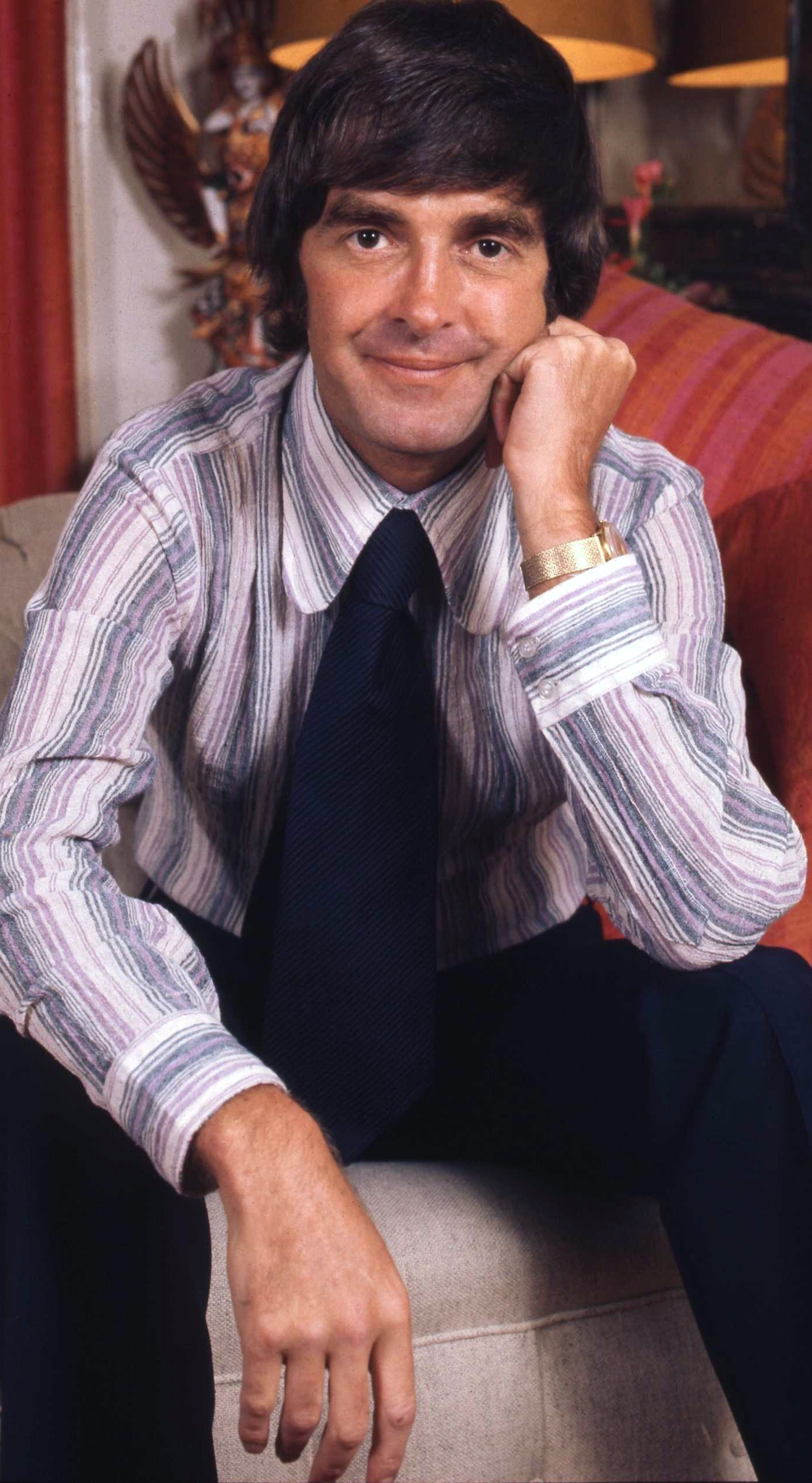
Derek Robert Nimmo (1975)

Derek Robert Nimmo (* 19. September 1930 in Liverpool; † 24. Februar 1999 in London) war ein britischer Schauspieler.

## Leben
Nimmo besuchte die Quarry Bank High School in der Liverpooler Vorstadt Allerton. Er kam eher zufällig zur Schauspielerei. Seine spätere Ehefrau Pamela Brown trat als Schauspielerin bei einem Liverpooler Amateurtheater auf. Nimmo verliebte sich in sie und schloss sich der Theatertruppe an.
Sein professionelles Theaterdebüt gab er 1952 am Hippodrome Theatre in Bolton, Lancashire. 1957 erfolgte sein London-Debüt in dem Theaterstück Walzer der Toreros (Waltz of the Toreadors) von Jean Anouilh. Nimmo trat im Verlauf seiner Karriere in zahlreichen Theaterstücken im Londoner West End auf, unter anderem in den Komödien The Amorous Prawn von Anthony Kimmings und See How They Run von Philip King, in dem er erstmals in seiner Karriere einen Kirchenmann spielte. Von 1965 bis 1971 spielte er en suite am Adelphi Theatre in London gemeinsam mit Anna Neagle in dem Musical Charlie Girl. Später gründete er sein eigenes Theaterunternehmen Theatre of Comedy, bei dem als Darsteller, Regisseur und Produzent fungierte und mit dem er auch auf Tournee ging. Er tourte mit der Company in über 30 Ländern, unter anderem auch in Australien, Neuseeland, Singapur, Hongkong, Thailand, Abu Dhabi und Dubai.
Nimmo wurde im Fernsehen insbesondere durch seine zahlreichen Rollen von Kirchenmännern und Klerikern bekannt. Er spielte den Reverend Mervyn Noote, den zaghaften und unsicheren Kaplan des Bischofs, in der britischen Sitcom All Gas and Gaiters. Mit Auslaufen der Serie galt er in Großbritannien als die typische Verkörperung eines britischen Geistlichen. In der Sitcom Oh Brother! spielte er als Bruder Dominic einen tölpelhaften Mönch, in der Fortsetzung Oh Father! als Father Dominic einen katholischen Priester. In der Fernsehserie Hell’s Bells übernahm er später die Rolle eines anglikanischen Dekans.
Nimmo wirkte auch in einigen Kinofilmen mit, wo er teilweise in Aristokratenrollen, so als Lord Southmere in der Krimikomödie Wer hat unseren Dinosaurier geklaut?, oder als einfältiger, naiver Upper-Class-Typ besetzt wurde. Er spielte außerdem den Unterleutnant Eric Humbert in dem Miss-Marple-Film Mörder ahoi!, sowie in Casino Royale und hatte als Zauberer einen Cameo-Auftritt in dem Beatles-Film Yeah! Yeah! Yeah!. In der australischen Seifenoper Nachbarn kehrte er 1989/1990 als exzentrischer Lord Ledgerwood in einer Rolle als Adeliger auf den Fernsehbildschirm zurück.
Nimmo war außerdem regelmäßig als Diskussionsteilnehmer bei der populären britischen BBC-Radioshow Just a Minute zu Gast. Er war Moderator einer eigenen Talkshow If it’s Saturday, it must be Nimmo auf BBC Saturday night TV.

## Persönliches

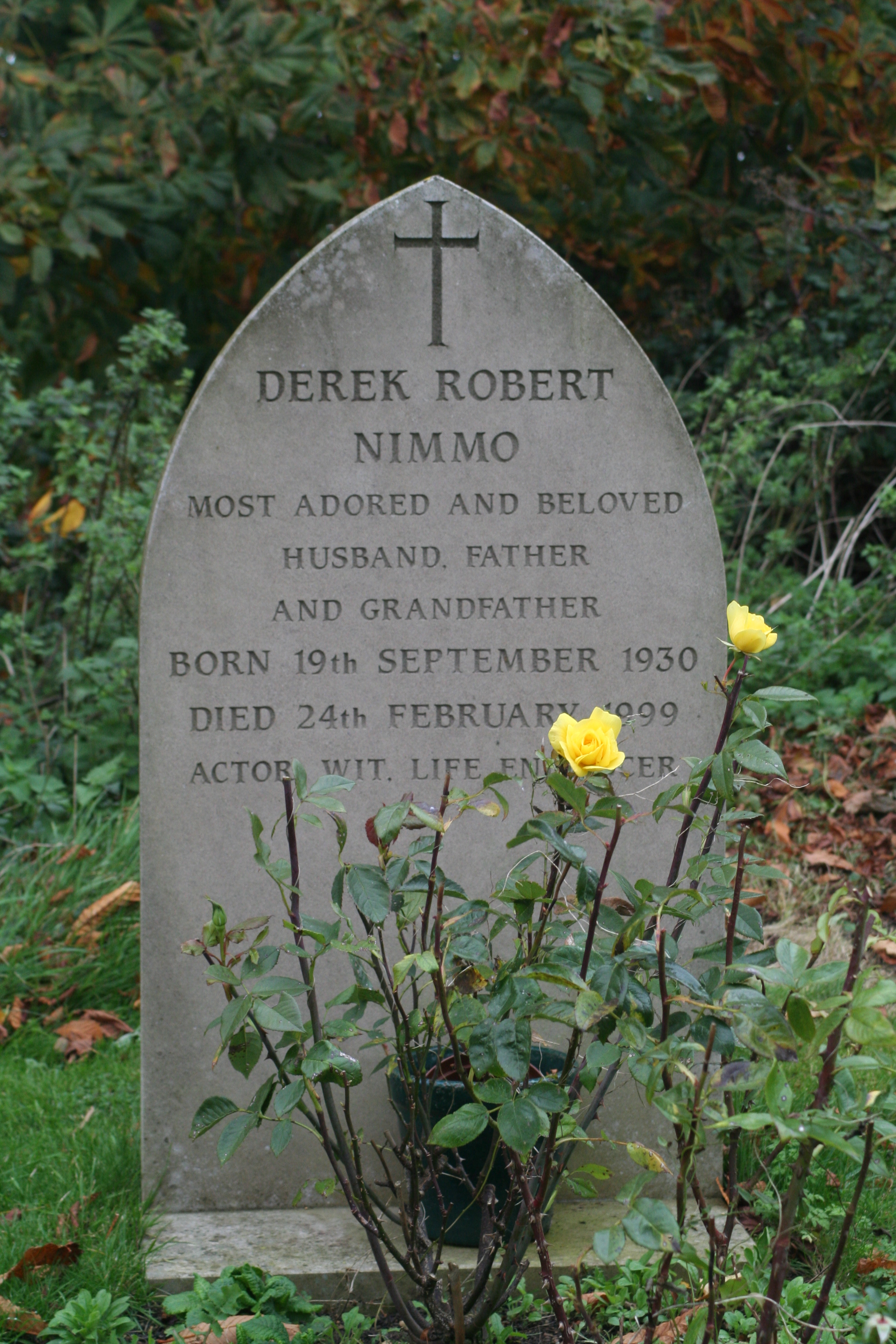
Nimmos Grab in Easton Maudit

Nimmo war von 1955 bis zu seinem Tod mit Patricia Brown verheiratet und war Vater von drei Kindern, einer Tochter und zwei Söhnen. In seiner Freizeit widmete er sich der Gartenarbeit. Er galt als Kenner guter Weine. Er verfasste mehrere Bücher zum Thema Wein, außerdem Bücher über das Theater. Zu seinen weiteren Hobbys gehörte das Verfassen und Halten von Tischreden. 1990 erhielt er den Benedictine After Dinner Speaker of the Year Award. Er war Freeman der City of London. 1996 wurde er von der University of Leicester mit einem Master of Arts ehrenhalber ausgezeichnet.
Nach einer Bypass-Operation Ende der 1980er Jahre zog sich Nimmo vom Filmgeschäft weitgehend zurück. Im Dezember 1998 zog sich Nimmo in seiner Wohnung einen schweren Sturz zu und fiel ins Koma. Er starb im Februar 1999 im Chelsea and Westminster Hospital in London an einer Lungenentzündung. Er wurde auf dem Friedhof in Easton Maudit, einem kleinen Dorf in Northamptonshire, beigesetzt, wo Nimmo ein Haus gekauft hatte.

## Filmografie (Auswahl)
- 1963: Der Gehetzte von Soho (The Small World of Sammy Lee)
- 1964: Yeah! Yeah! Yeah!
- 1964: Manche mögen’s geheim (Hot Enough for June)
- 1964: Mörder ahoi! (Murder Ahoy)
- 1965: Sanders und das Schiff des Todes (Coast of Skeletons)
- 1965: L – Der Lautlose (The Liquidator)
- 1966–1971: All Gas and Gaiters (Sitcom)
- 1967: Casino Royale
- 1968–1970: Oh, Brother! (Sitcom)
- 1969: A Talent for Loving
- 1973: Oh, Father! (Sitcom)
- 1975: Wer hat unseren Dinosaurier geklaut? (One of Our Dinosaurs Is Missing)
- 1986: Hell’s Bells (Fernsehserie)
- 1990: Nachbarn (Neighbours)
- 1990: Cluedo (Fernsehserie)
- 1993: The Good Guys (Fernsehserie)